# Deurne en Liessel
Pour les articles homonymes, voir Deurne (homonymie).
Deurne en Liessel est une ancienne commune néerlandaise de la province du Brabant-Septentrional.
La commune était composée des villages de Deurne et de Liessel, ainsi que de plusieurs hameaux.
En 1840, la commune comptait 586 maisons et 3 448 habitants, dont 1 272 à Deurne et 537 à Liessel.
Le 1er janvier 1926, la commune de Deurne en Liessel a fusionné avec la commune de Vlierden pour former la commune de Deurne.

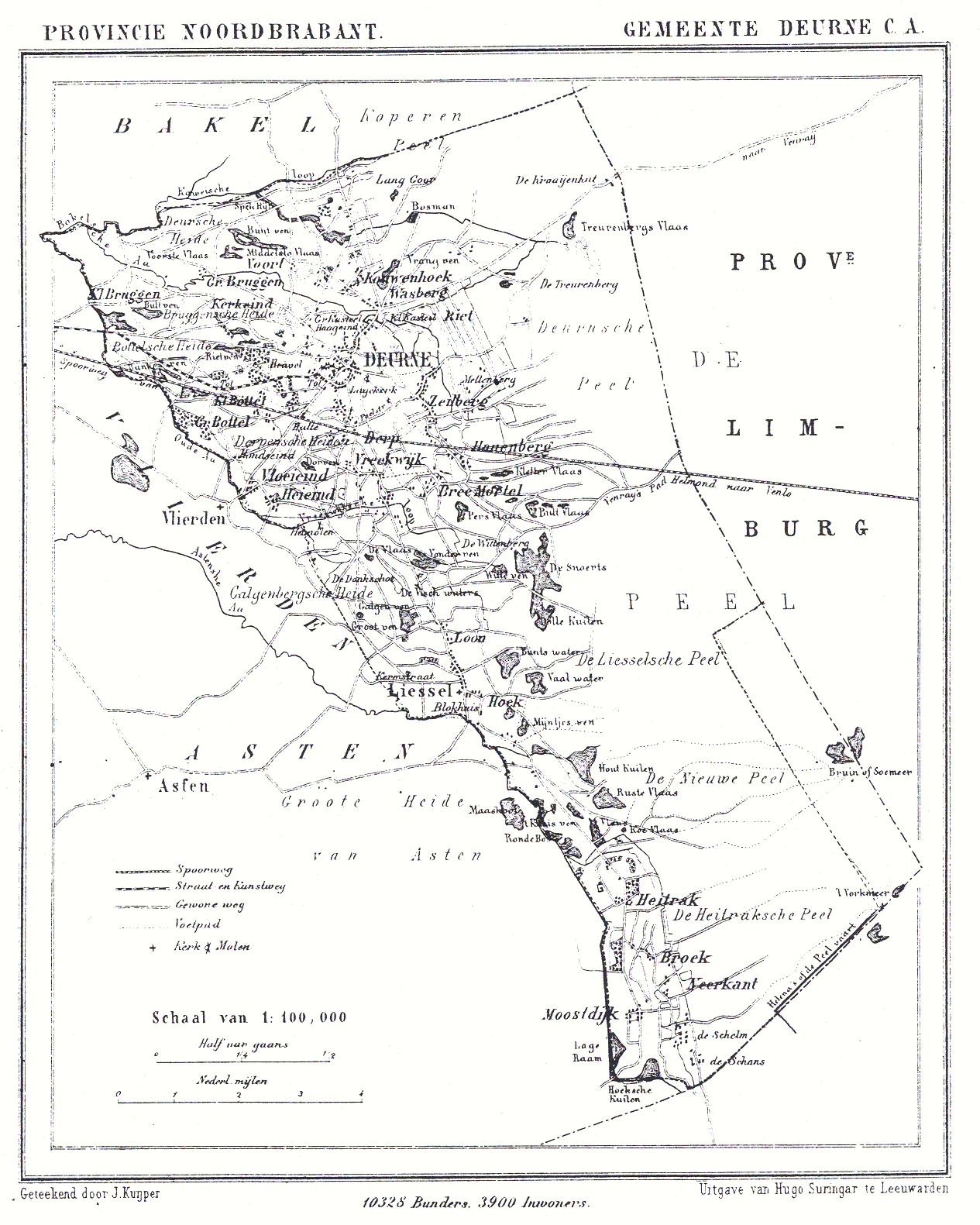
Carte de Deurne en Liessel en 1866